# 菅原千瑛
菅原 千瑛 (すがわら ひろえ、1991年12月2日 - ) は、競技麻雀のプロ雀士。埼玉県川口市出身。
日本プロ麻雀連盟28期生。同団体内での段位は四段。2024-25シーズンまでMリーグ・BEAST X所属。

## 略歴
中学生の頃に漫画『哲也-雀聖と呼ばれた男』を読んで麻雀に興味を持ち、3歳年上の兄にルールを教わり麻雀を始める。モンド王座決定戦を制した荒正義に憧れてプロ雀士を目指すようになり、高千穂大学商学部在学中に日本プロ麻雀連盟のプロテストを受け、一度は不合格となるが同連盟の女流勉強会に参加、2012年にプロテストに合格し、プロデビュー。
2014年、竹書房が主催するタイトル戦「麻雀最強戦2014」の最強戦ガール東日本担当に選ばれたほか、同大会の放送番組（ニコニコ生放送・フジテレビNEXTにて放送）のアシスタントも担当した。
2014年12月17日稼動開始の『麻雀格闘倶楽部 彩の華』で新規参戦。
2021年、EX風林火山ドラフト会議指名選手オーディションに参戦するも準決勝進出はならず。一方で、RTD Girls Tournamentで優勝、同年の第2期桜蕾戦も制し連盟の公式戦初優勝を果たした。
2023年、2023-24シーズンからMリーグに参入するBEAST Japanext（現BEAST X）の「ドラフト会議指名オーディション」に応募し、選考会に出場する8名に選ばれる。予選B組では元Mリーガーの石橋伸洋、連盟の先輩・山井弘と宮内こずえを向こうに回し、2回戦東2局3本場で山井から国士無双を和了るなど、着順2-1-3-1の118.1ポイントでトップを獲得し、ファイナルにストレートインを果たす。ファイナルでは予選A組トップの新井啓文、セミファイナルを勝ち上がった浅井堂岐・内田みことの対戦となり、3回戦終了時点で着順1-4-2の+3.2ポイントで新井（+60.1）・浅井（+39.1）に次ぐ3番手の状況から東3局2本場・東4局での連続跳満もあって大きく加点。新井を1.1ポイント差でリードする状況でオーラスを迎える。最後の親番で聴牌・ノーテンでも新井に再逆転を許す状況から3局続けて新井との2人聴牌で凌ぎ、3本場で親の満貫を自摸上がってリードを広げ、4本場での新井の跳満自摸和了もわずか0.7ポイント差で新井を交わしてドラフト会議指名オーディションを制し、BEAST Japanextからのドラフト指名内定権を獲得した。
2023年6月30日、BEAST Japanextからドラフト2番目で指名され、同年7月5日にMリーグ機構より契約合意が発表された。同チームには2024-25シーズンまでの計2期所属した。

## 人物
- 3人兄妹の末っ子で、歳の離れた姉と3歳上の兄がいる。
- 名前の「千瑛」は、数多くの宝玉や光に包まれる（＝たくさんの人間や環境に恵まれる）ように、との意味合いで付けられた。本人も気に入っているが「ひろえ」とは読みにくいため、ブログの結びなどでは平仮名で表記している[6]。
- 大学1年の時にミス高千穂大学に選ばれている[4]。
- 連盟の女流勉強会に参加していたプロ入り前の2012年3月には、日本プロ麻雀連盟のインターネット麻雀サイト「ロン2」のCMに小島武夫、宮内こずえ、佐々木寿人と共に（ユーザーとして）出演している[3]。
- 対局中に眉をひそめた「困り顔」になるのがトレードマークになっている[18]。本人曰く「思考力が高まると眉間に力が入る」が故にあの顔になってしまうとのこと[19]。
- 趣味は映画鑑賞・読書だったが、現在では仕事が増えたこともあり、勉強も兼ね、休日でも麻雀の対戦視聴を専らとしている。
- キャッチフレーズは「清純派黒魔術師」。ただし本人の関与なしに勝手に決められたフレーズのため「不本意なので良いのがあれば変えたい」と述べていた[20]。
- 普段は静かで控え目な雰囲気だが、酒を飲んで酔うととても陽気かつエンターテイナー気質になるらしく、二階堂姉妹は口を揃えて「ひろえは酒を飲まなければ静か」と評している。また親交の深い藤井すみれや山脇千文美によれば、菅原に関する酒の席での面白エピソードが多数あるのだが、イメージに反している為まるで公表できないとのこと。ちなみに菅原自身は酒の席での失敗エピソードとして、カラオケ店で飲み過ぎて個室トイレから動くことが出来ず、藤井に扉の上から救出に入られた事を挙げている。

## 雀風
- 門前の手役を主軸にしながら攻守のバランスによって鳴きの仕掛けまで多用する幅広いバランス型。

## 主な戦績
- 麻雀最強戦 2016 女流プロ代表決定戦 下克上血戦 優勝
- RTD Girls Tournament 2021 〜新世代バトル〜 優勝
- 第2期 桜蕾戦 優勝
- 麻雀最強戦 2022 女流チャンピオン決戦 優勝
- 日テレプラス麻雀リーグ 2024 ヤングマスターズ ペナントレース 優勝
- 産経新聞社杯争奪麻雀女流リーグ2025 個人戦 優勝

## Mリーグ成績
| シーズン | チーム         | 半荘 | 個人スコア | 個人スコア | 個人スコア | 最高スコア | 最高スコア | 4着回避率 | 4着回避率 | 連対率 | トップ率 | 平均 着順 | 1着 | 1.5 | 2着 | 2.5 | 3着 | 3.5 | 4着 | 参照   |
| シーズン | チーム         | 半荘 | Pt         | 順位       | 平均       | 点         | 順位       | 率        | 順位      | 連対率 | トップ率 | 平均 着順 | 1着 | 1.5 | 2着 | 2.5 | 3着 | 3.5 | 4着 | 参照   |
| -------- | -------------- | ---- | ---------- | ---------- | ---------- | ---------- | ---------- | --------- | --------- | ------ | -------- | --------- | --- | --- | --- | --- | --- | --- | --- | ------ |
| 2023-24  | BEAST Japanext | 23   | ▲48.6      | 19/36      | ▲2.1       | 53,800     | 26/36      | 0.5652    | 35/36     | 43.5%  | 34.8%    | 2.65      | 8   | 0   | 2   | 0   | 3   | 0   | 10  | [ 21 ] |
| 2024-25  | BEAST X        | 23   | ▲196.0     | 25/36      | ▲8.5       | 65,200     | 12T/36     | 0.6957    | 23/36     | 43.5%  | 17.4%    | 2.70      | 4   | 0   | 6   | 0   | 6   | 0   | 7   | [ 22 ] |
| 通算     | 通算           | 46   | ▲244.6     | ▲244.6     | ▲5.3       | 65,200     | 65,200     | 63.0%     | 63.0%     | 43.5%  | 26.1%    | 2.67      | 12  | 0   | 8   | 0   | 9   | 0   | 17  |        |

- 個人賞は規定打荘数（20半荘）以上の選手が対象
- 着順の1.5、2.5、3.5は1着同着、2着同着、3着同着

| シーズン               | チーム                 | 半荘                         | 個人スコア                   | 個人スコア                   | 最高スコア                   | 4着回避率                    | 連対率                       | トップ率                     | 平着                         | 1着                          | 1.5                          | 2着                          | 2.5                          | 3着                          | 3.5                          | 4着                          |                        |
| シーズン               | チーム                 | 半荘                         | Pt                           | 平均                         | 最高スコア                   | 4着回避率                    | 連対率                       | トップ率                     | 平着                         | 1着                          | 1.5                          | 2着                          | 2.5                          | 3着                          | 3.5                          | 4着                          |                        |
| セミファイナルシリーズ | セミファイナルシリーズ | セミファイナルシリーズ       | セミファイナルシリーズ       | セミファイナルシリーズ       | セミファイナルシリーズ       | セミファイナルシリーズ       | セミファイナルシリーズ       | セミファイナルシリーズ       | セミファイナルシリーズ       | セミファイナルシリーズ       | セミファイナルシリーズ       | セミファイナルシリーズ       | セミファイナルシリーズ       | セミファイナルシリーズ       | セミファイナルシリーズ       | セミファイナルシリーズ       | セミファイナルシリーズ |
| セミファイナル通算     | セミファイナル通算     | セミファイナルシリーズ未出場 | セミファイナルシリーズ未出場 | セミファイナルシリーズ未出場 | セミファイナルシリーズ未出場 | セミファイナルシリーズ未出場 | セミファイナルシリーズ未出場 | セミファイナルシリーズ未出場 | セミファイナルシリーズ未出場 | セミファイナルシリーズ未出場 | セミファイナルシリーズ未出場 | セミファイナルシリーズ未出場 | セミファイナルシリーズ未出場 | セミファイナルシリーズ未出場 | セミファイナルシリーズ未出場 | セミファイナルシリーズ未出場 |                        |
| ファイナルシリーズ     | ファイナルシリーズ     | ファイナルシリーズ           | ファイナルシリーズ           | ファイナルシリーズ           | ファイナルシリーズ           | ファイナルシリーズ           | ファイナルシリーズ           | ファイナルシリーズ           | ファイナルシリーズ           | ファイナルシリーズ           | ファイナルシリーズ           | ファイナルシリーズ           | ファイナルシリーズ           | ファイナルシリーズ           | ファイナルシリーズ           | ファイナルシリーズ           | ファイナルシリーズ     |
| ファイナル通算         | ファイナル通算         | ファイナルシリーズ未出場     | ファイナルシリーズ未出場     | ファイナルシリーズ未出場     | ファイナルシリーズ未出場     | ファイナルシリーズ未出場     | ファイナルシリーズ未出場     | ファイナルシリーズ未出場     | ファイナルシリーズ未出場     | ファイナルシリーズ未出場     | ファイナルシリーズ未出場     | ファイナルシリーズ未出場     | ファイナルシリーズ未出場     | ファイナルシリーズ未出場     | ファイナルシリーズ未出場     | ファイナルシリーズ未出場     |                        |
| ---------------------- | ---------------------- | ---------------------------- | ---------------------------- | ---------------------------- | ---------------------------- | ---------------------------- | ---------------------------- | ---------------------------- | ---------------------------- | ---------------------------- | ---------------------------- | ---------------------------- | ---------------------------- | ---------------------------- | ---------------------------- | ---------------------------- | ---------------------- |

## 作品

### Vシネマ
- 發（あお）の竜 ～逆転の闘牌～（2017年4月7日、オールイン エンタテインメント）監督:片岡修二[23]
- 發（あお）の竜 ～逆転の闘牌～ 第二章（2017年7月7日、オールイン エンタテインメント）監督:片岡修二[24]

## 出演

### テレビ
- 女流雀士 プロアマNo.1決定戦 てんパイクイーン（2016年 - 、テレ朝チャンネル2）シーズン2、3、4、9に出場
- MリーグNo.1への道 BEAST ROAD（BS10）

### ラジオ
- 麻雀普及委員会 Root for M League（2024年1月13日 - 、LuckyFM 茨城放送）

## 書籍

### 関連本
- 「Mリーガーの素顔」（2023年12月5日 竹書房）著者:黒木真生 ※佐々木寿人・多井隆晴・滝沢和典・菅原千瑛など活躍中のMリーガー14名の素顔を語る。ISBN 978-4801937987

### 写真集
- 日本プロ麻雀連盟 女流プロ写真集 国士無双 和泉由希子・高宮まり・東城りお・菅原千瑛 ほか 全13名（2013年12月26日、竹書房）ISBN 978-4812497746